# Jackie Robinson Stadium
Le Jackie Robinson Stadium est un stade de baseball situé à Los Angeles (Californie) aux États-Unis. Cette enceinte de 1 250 places inaugurée en 1981 est utilisée par les universitaires d'UCLA Bruins qui évoluent en Pacific Ten Conference. 
Le stade porte le nom de Jackie Robinson, qui joua chez les Bruins de 1939 à 1941. Robinson, qui porta les couleurs d'UCLA en athlétisme, basket-ball, football américain et baseball ne joua que la saison 1940 de baseball. La céréomine de dédicace du stade se tient le 7 février 1981 devant plus de 2500 spectateurs. Une statue de bronze de Jackie orne l'enceinte depuis 1985. 
Officiellement doté de 1 250 places, le stade accueille régulièrement des affluences supérieures à 1 800 spectateurs. 
Le financement du stade a été pris en charge par Hoyt Pardee, qui fréquenta UCLA à la même période que Jackie Robinson.
Ne pas confondre ce stade avec le Jackie Robinson Ballpark de Daytona Beach (Floride), parfois nommé Jackie Robinson Stadium.